# Hou Hsiao-hsien
Hou Hsiao-hsien  (en xinès tradicional: 侯孝賢; en xinès simplificat: 侯孝贤; en pinyin: Hóu Xiàoxián) és un cineasta de Taiwan que al llarg de la seva carrera ha rebut diversos premis. Vinculat a la Nova Onada del cinema taiwanès.
Hou Hsiao-hsien va néixer al comtat de Mei de la província de Guangdong (República Popular de la Xina) el dia 8 d'abril de 1947. Poc després del seu naixement, amb motiu de la Guerra Civil, el seu pare es va traslladar al nord de l'illa de Taiwan i l'any següent es reuneix amb la seva esposa i fills.
De nen va estar influenciat per la visió de teatre de titelles en un temple proper a casa seva. Després de la mort dels seus ascendents va anar a la capital a treballar fins que, acabat el servei militar, Hou va anar a estudiar a l'Acadèmia Nacional d'Arts on es va graduar l'any 1972. S'inicià en el món del cinema com a ajudant de realització. La Filmoteca de Catalunya ha dedicat una retrospectiva a aquest cineasta en el marc de l'Asian Film Festival Barcelona (2017).

## Filmografia
- "The Assassin" (刺客聶隱娘, 2015).
- "10+10" (també conegut com sota el títol de la Belle Époque, 黃金之弦, 2011).
- ”Chacun son Cinéma“ (To Each His Cinema) (浮光掠影─每個人心中的電影院, 2007).
- ”The Flight Of The Red Balloon” (紅氣球, 2007).
- ”Three Times” (最好的時光, 2005).
- ”Café Lumière”(珈琲時光, 2004).
- “Millennium Mambo” (千禧曼波, 2001).
- ”Flowers of Shanghai” (海上花, 1998).
- ”Goodbye South, Goodbye” (南國再見，南國, 1996).
- ”Good Men, Good Women” (好男好女, 1995).
- ”The Puppet Master“ (戲夢人生, 1993).
- ”A City of Sadness!” (悲情城市, 1989).[4]
- ”Daughter of the Nile” (尼羅河女兒, 1987).
- “Dust in the Wind” (戀戀風塵, 1986).
- “A Time to Live and a Time to Die” (童年往事, 1985).
- ”A Summer at Grandpa's” (冬冬的假期, 1984).
- ”The Boys from Fengkuei” (風櫃來的人, 1983).
- ”The Green, Green Grass of Home” (在那河畔青草青, 1983).
- ”The Sandwich Man” (兒子的大玩偶, 1983).
- ”The Son's Big Doll “S”” (1983).
- ”Blind of Love” (1981).
- ”Lovable You” (就是溜溜的她, 1980).